# MS-1013
MS-1013はMSIより2005年9月9日から販売が開始されたAMDのSocket754プラットフォームに対応したノート型ベアボーン。海外では、S270と言う名称でシステム販売されている。
x86-64（AMD64）に対応し、DirectX9に対応したチップセットを採用し、1280×800サイズの光沢TFT液晶を搭載する戦略的モデル。
当初黒モデルのみであったが、限定ながら白モデルも販売される。限定モデルの型番はMS-1013Wである。現在発売されるノート型ベアボーンとしては数少ないWindows XP x64が動作可能であるため俄かに期待された存在となる。
従来のノート型ベアボーンとは一線を画した機能的でスタイリッシュなデザインを実現している。軽量マグネシウム合金ボディを採用し、いつでもどこでもすぐれたパフォーマンスを持ち運べる。
本体内蔵スピーカーは2chステレオとなる。
前面のヘッドフォンジャックがS/PDIF光出力を兼ねているので、3.5ミリピンジャックタイプのS/PDIF光ケーブルを接続して5.1chスピーカにつなぐことが可能である。
英語キーボードはオプションパーツとして販売されており、型番はNB-KB002USである。

## チップセット
ATI RS480M(RS482M) + SB400

## 搭載可能CPU
AMD
- Mobile Athlon64
- Mobile Sempron
- Turion 64
- Sempron